# Dirphia mexicana
Dirphia mexicana är en fjärilsart som beskrevs av Eugène Louis Bouvier 1924. Dirphia mexicana ingår i släktet Dirphia och familjen påfågelsspinnare. Inga underarter finns listade i Catalogue of Life.